# 虎紋尖條鰍
虎紋尖條鰍（學名：Oxynoemacheilus tigris）為輻鰭魚綱鯉形目條鰍科尖條鰍屬的其中一種。被IUCN列為瀕危保育類動物，分布於亞洲底格里斯河及幼發拉底河流域，體長可達8.4公分，棲息在河川底中層水域，生活習性不明。

## 扩展阅读
維基物種上的相關：虎紋尖條鰍